# Juan Ignacio Rodríguez
Juan Ignacio Rodríguez, född 19 juni 1992, är en spansk bågskytt. Han deltog vid olympiska sommarspelen 2016.